# 上帝也疯狂2：诸神的审判
《上帝也疯狂2：诸神的审判》是一款由牛蛙公司制作、艺电发行的战略类游戏。本游戏最初于1991年在家用电脑Amiga、Atari ST和MS-DOS发行，游戏后移植至Mega Drive和超级任天堂等平台。本游戏于1993年1月22日在日本地区超级任天堂发行。
与前作类似，本游戏为上帝模擬遊戲，玩家指引着他的人们与敌对神的人们进行战斗。上帝也疯狂2是根据希腊神话的特定背景而建立，玩家扮演的是一个半神，他是宙斯与凡人妇女的孩子。
一个以《上帝也疯狂2：挑战游戏》为题的数据盘之后发行。它以日本的神话取代希腊神话，其中有每个等级作为个人挑战赛。